# البنك الأهلي الكويتي
البنك الأهلي الكويتي هو مصرف كويتي أنشيء عام 1967 يقدم عدد من الخدمات المصرفية تعمل على تلبية احتياجات سوق مبيعات التجزئة من خلال منتجات الودائع أو توفير خدمات الفيزا أو الماستر كارد أو برنامج القروض الاستهلاكية الشاملة. كما يقدم البنك خدماته للشركات الخاصة عن طريق منح القروض وتوفير خطابات الائتمانات والضمانات وخدمات السداد مع التركيز بشكل خاص على التمويل في مجال الإعمار والعقارات والتجارة.

## انتشار البنك
يقدم البنك خدماته من خلال 29 فرعاً محلياً وفرعين خارجيين في دبي (تحديداً في مركز دبي المالي العالمي) وأبوظبي بدولة الإمارات العربية المتحدة. والبنك الأهلي الكويتي - مصر، الذي يمتلك 44 فرعاً في مختلف أنحاء جمهورية مصر العربية.

## الأهلي كابيتال
هي شركة تابعة للبنك أنشئت عام 2006 لتمثل الذراع الإستثماري للبنك. قامت الشركة بإنشاء المحافظ الاستثمارية وإدارة أصول العملاء في سوق الكويت للأوراق المالية. وتقوم حالياً الشركة بتسلم إدارة الصناديق الاستثمارية الخاصة بالبنك مع استحداث صناديق جديدة. كما يقدم الأهلي كابيتال الخدمات الاستشارية لعملائه في الكويت والإمارات العربية المتحدة.

## وصلات خارجية
- الموقع الإلكتروني للبنك الأهلي الكويتي
- بيانات البنك لدى بورصة الكويت للأوراق المالية